# Årstafältet

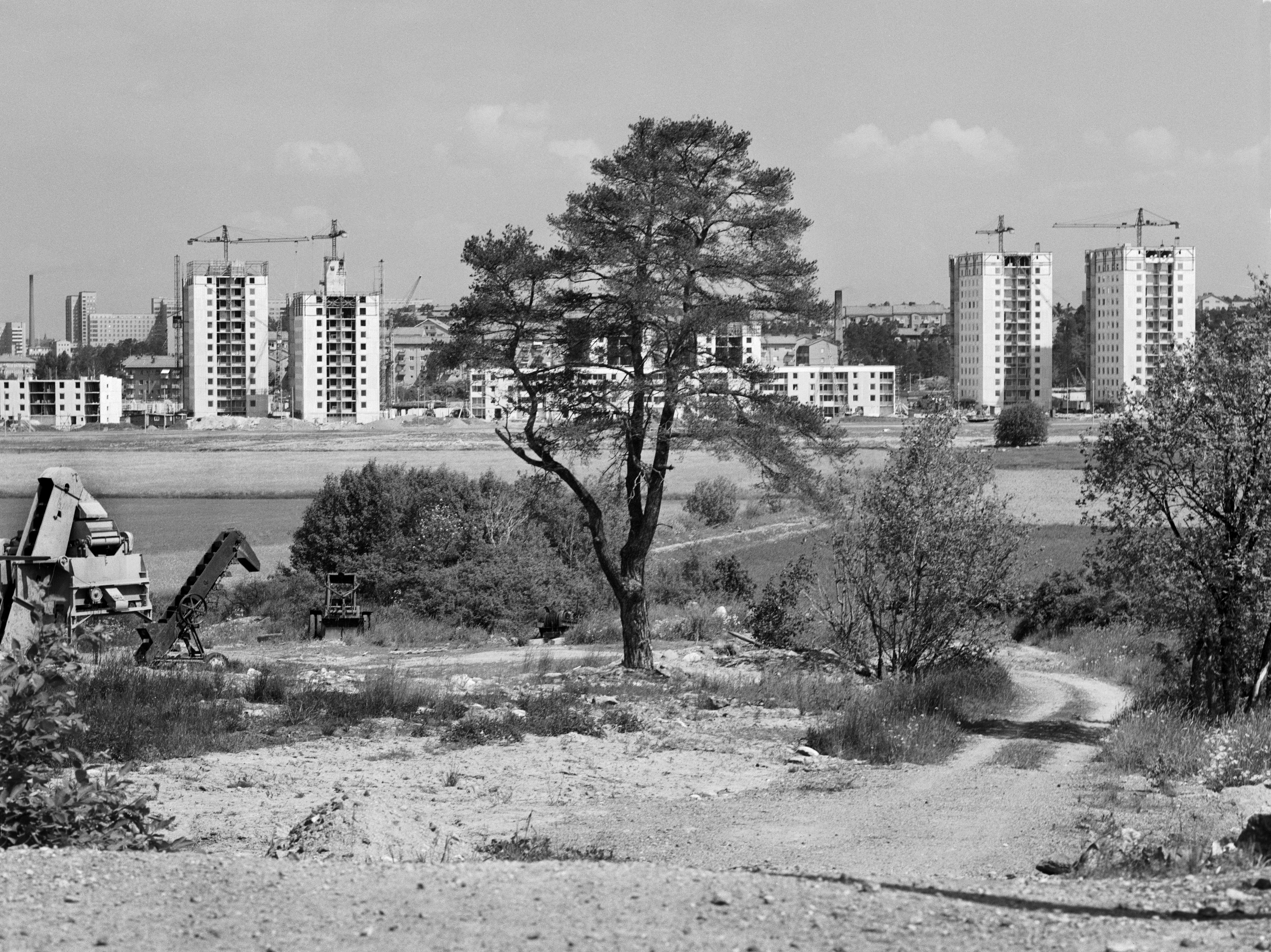
Årstafältet med Göta landsväg, i bakgrunden syns bebyggelsen vid Valla torg under uppförande, 1960.

Årstafältet, ibland kallad Årsta gärde eller Valla gärde, var ett gräsfält och en landskapspark i Årsta i Söderort inom Stockholms kommun. Sedan 2018 byggs på fältet en ny stadsdel med 6 000 bostäder för 12 000 invånare som skall stå helt klar omkring år 2041.

## Historik
Årstafältet ligger i en av Stockholms sprickdalar och var under stenålderns senare del en havsvik av Östersjön som slutade i Årstaviken vid Årsta gård.  Havsnivån beräknas då ha varit cirka 25 meter högre än idag. I närheten av den forna vikens stränder har flera fynd av stenyxor gjorts, vilket visar att människor rört sig i området redan under denna period. Inom området finns ett flertal fornminnen som tyder på mycket gamla boplatser. Det stora gärdet kantades av historiska gårdar som Bägersta gård, Valla gård, Ersta gård, Östberga gård och Enskede gård samt, längst i nordväst, Årsta gård.

## Generalplan för Årstafältet

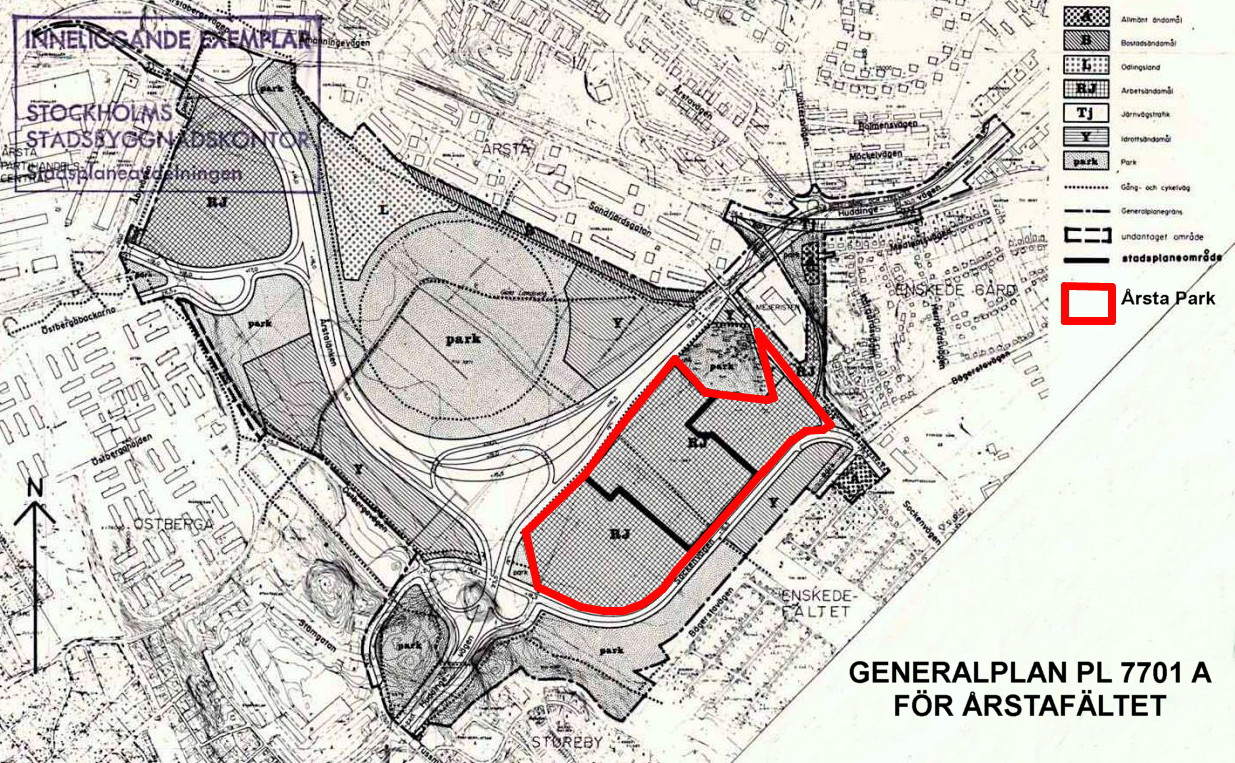
Generalplan för Årstafältet, 1977.

I västra delen bebyggdes Årstafältet på 1960-talet med Årsta partihallar. För Årstafältets vidare utveckling efter 1980 tog Stockholms stadsbyggnadskontor fram en generalplan (Pl. 7701 A) som fastställdes i mars 1977. Årstafältet uppdelades i denna generalplan i flera delområden med olika funktioner. 
Längst i väster, intill Åbyvägen och längst i öster mellan Huddingevägen och Sockenvägen reserverades plats för ”arbetsändamål”. På Årstafältets nordvästra del, intill dåvarande Årstalänken, skapades ett område för ”odlingsland” i väster och ett område för ”idrottsändamål” i öster. Däremellan skulle en nära cirkelrund park finnas som korsas av en bevarad Göta landsväg. En ny Årstalänken skulle dras i en stor böj söder om parken och på Årstalänkens tidigare mark skulle bostäder byggas. Sydväst om den nya Årstalänken, mot Östberga, avsattes ytterligare ett område för idrottsändamål och söder om Mjölkcentralens Enskedemejeriet sparades ett litet stycke naturmark med en del av Bägersta gamla bytomt.
Generalplanen från 1977 följdes i stort sett. Den cirkelrunda parken på fältets mitt anlades. Arbetsområdet i sydost är idag Årsta Park, ”odlingsland” i nordväst blev till Årstafältets koloniområde och ”idrottsområden” nyttjades bland annat för golf och ett rugbycenter. Årstalänken fick i samband med bygget för Södra länken en helt annan sträckning och försvann under jord. Väster om Huddingevägen planerades ett friluftsbad som inte kom till utförandet.

## Geografi

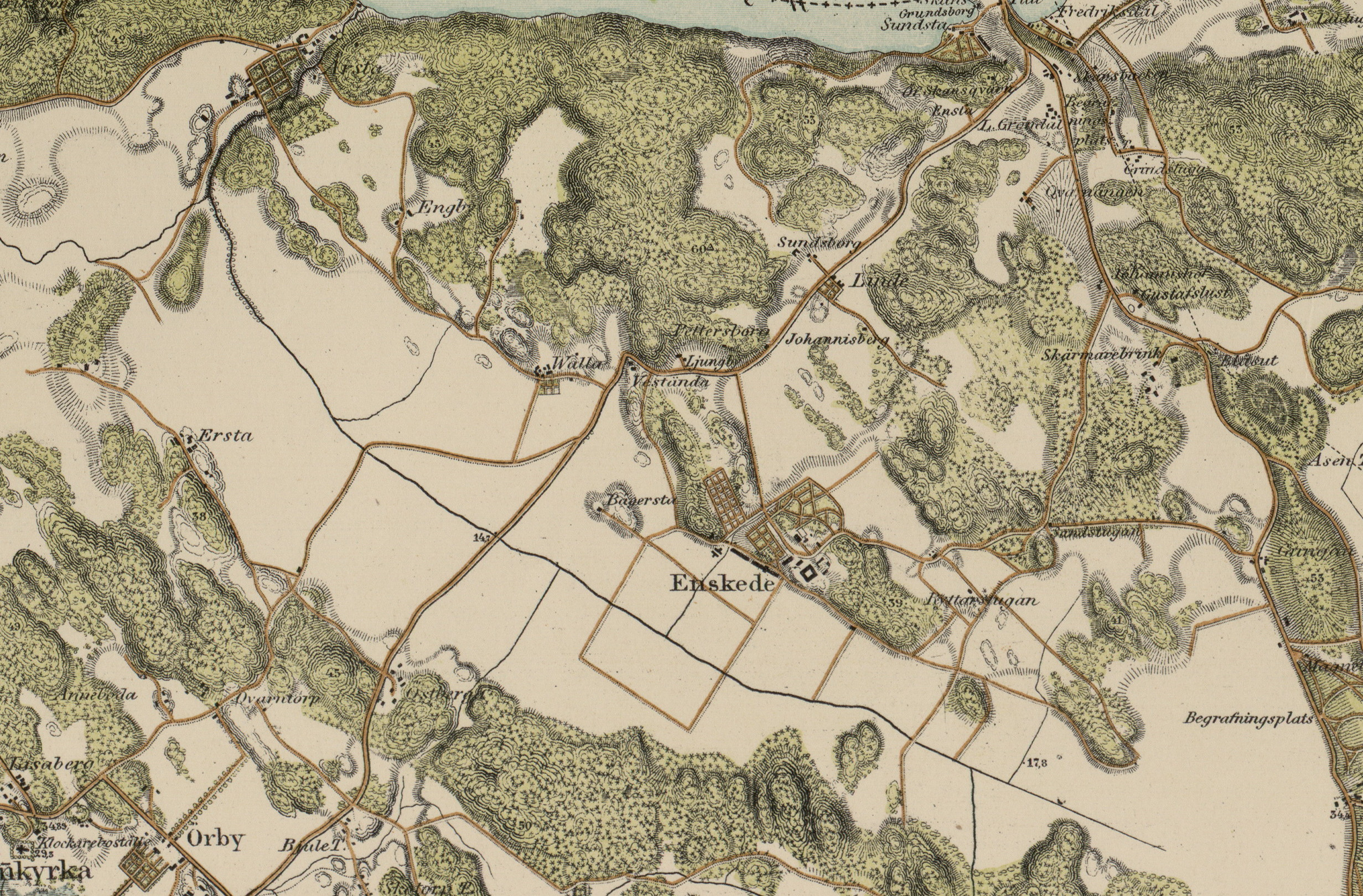
Valla gärde omkring 1860.

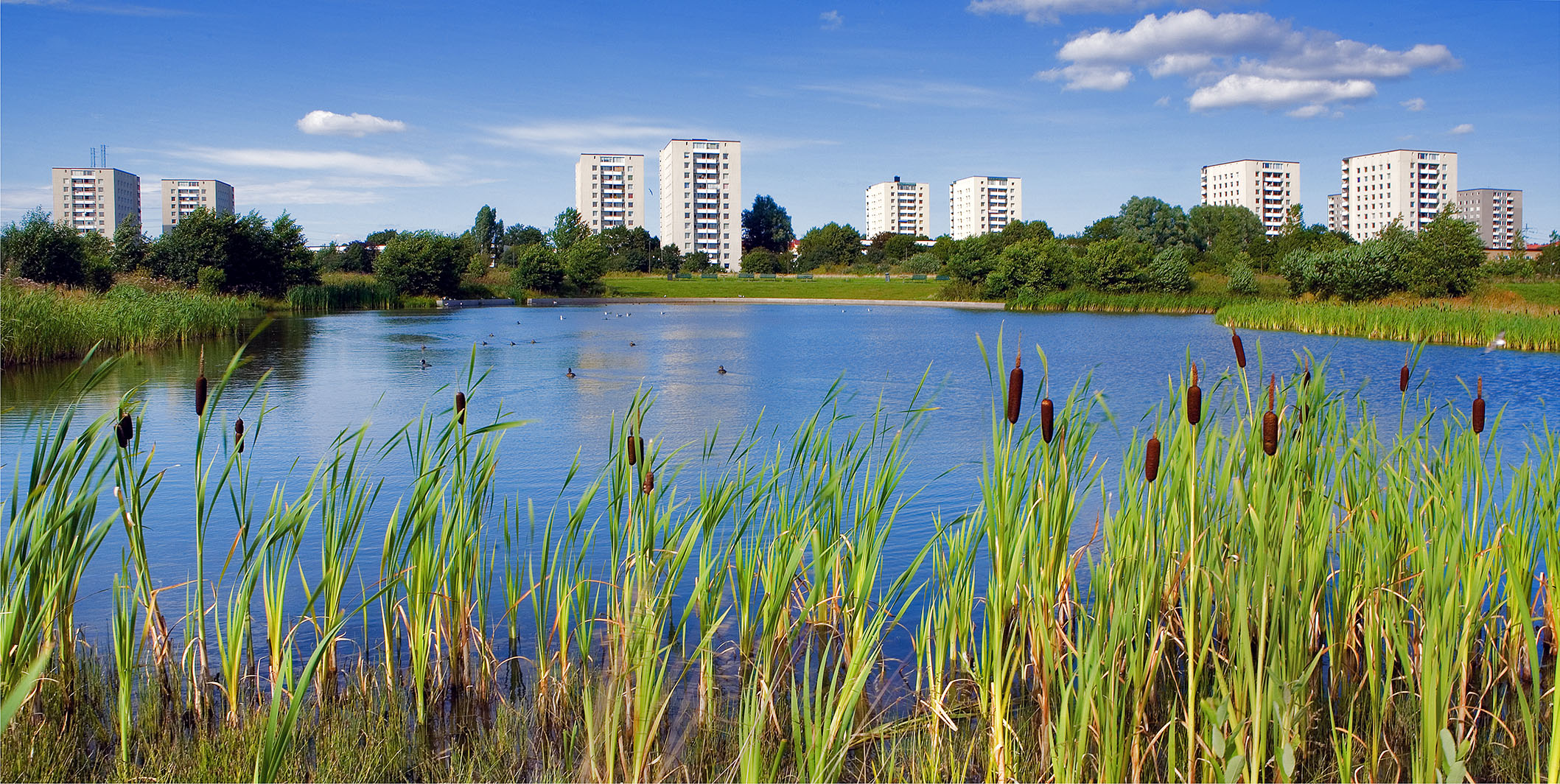
Årstafältets dagvattendamm.

Området är drygt 1 km långt i öst-västlig riktning och cirka 500 meter brett och genomkorsades ursprungligen av Valla å. Den bebyggda delen avgränsas från resten av fältet av Huddingevägen, med en av nedfarterna till Södra Länken. I norr avgränsas fältet av Årsta vid den nedlagda delen av Årstalänken, där ny bebyggelse kommer att uppföras.   
På fältet finns bland annat en driving range för golf och ett rugbycenter med två spelplaner samt ett område för spontanidrott. På rugbycentret spelar Stockholm Exiles RFC, IF Attila, Hammarby IF Rugby och svenska rugbylandslaget sina hemmamatcher. Varje sommar genomförs Stockholm International Rugby Tens på fältet - 2006 med 56 lag och närmare 1000 spelare.  
Gamla Göta landsväg går över fältet på en sträcka av 730 meter. Där den korsar Valla å finns en rekonstruerad stenvalvbro som byggdes 1998 efter förlagan Albybron i nuvarande Botkyrka kommun.  
I nordvästra delen av området finns en spårvagnshållplats på Tvärbanan benämnd Årstafältet och vid nordöstra delen en hållplats benämnd Valla Torg. Avståndet till station Alvik är 6,6 kilometer. I väst invigdes år 2003 Stockholms nyaste koloniträdgård; Föreningen Årstafältets Koloniområde. I oktober 2018 flyttade föreningen till sydöstra delen av Årstafältet.
Den av Stockholm Vatten anlagda Valladammen renar dagvattnet och leder det sedan via den rekonstruerade Årstaskogens bäckravin in i Årstaviken.

## Nya Årstafältet
År 1994 beslutades i kommunfullmäktige att fältet skulle planläggas till landskapspark och 2001 antogs den nya detaljplanen som anger att Årstafältet skall förädlas till landskapspark. Detaljplanens genomförandetid upphörde 2016-04-26. En stor del av planen genomfördes, bland annat ett koloniområde (Årstafältets koloniområde), en dagvattendamm (Valladammen), en stenvalvsbro för Göta landsväg och en golfbana. 
I augusti 2007 fick stadsbyggnadskontoret och exploateringskontoret i uppdrag av stadsbyggnads- respektive exploateringsnämnden att utreda en ny stadsdel på Årstafältets norra del som inkluderar gamla Årstalänken, som sedan år 2005 är avstängd. Våren 2008 inbjöd Stockholms stad arkitekter från hela världen till en internationell arkitekttävling. Till vinnare i tävlingen utsågs förslaget Arkipelag, framtaget av ett franskt team bestående av arkitektkontoret Archi5, landskapsarkitektkontoret Michel Desvigne, och miljökonsulterna Elioth/Iosis Group. 
Ett stort antal byggherrar deltar i utbyggnaden av Årstafältet och markanvisning sker löpande. I den första etappen, som inleddes i juni 2019, deltar 12 byggherrar. Utbyggnaden av Årstafältet beräknas ta 15–20 år. Göta landsväg kommer att kvarstå helt orörd i sitt nuvarande läge över fältet. Där Göta landsväg möter den planerade nya bebyggelsen fortsätter den som en esplanad som föreslås får namnet Göta landsvägs esplanad.
Byggarbetena på Årstafältet avstannade 2022 efter en konflikt mellan Stockholms stad och entreprenören Sveab och bygget försenades ytterligare i mars 2023 när länsstyrelsen underkände kommunens detaljplan. Först 2024 återupptgos byggandet, nu med Svevia som entreprenör.

## Bilder

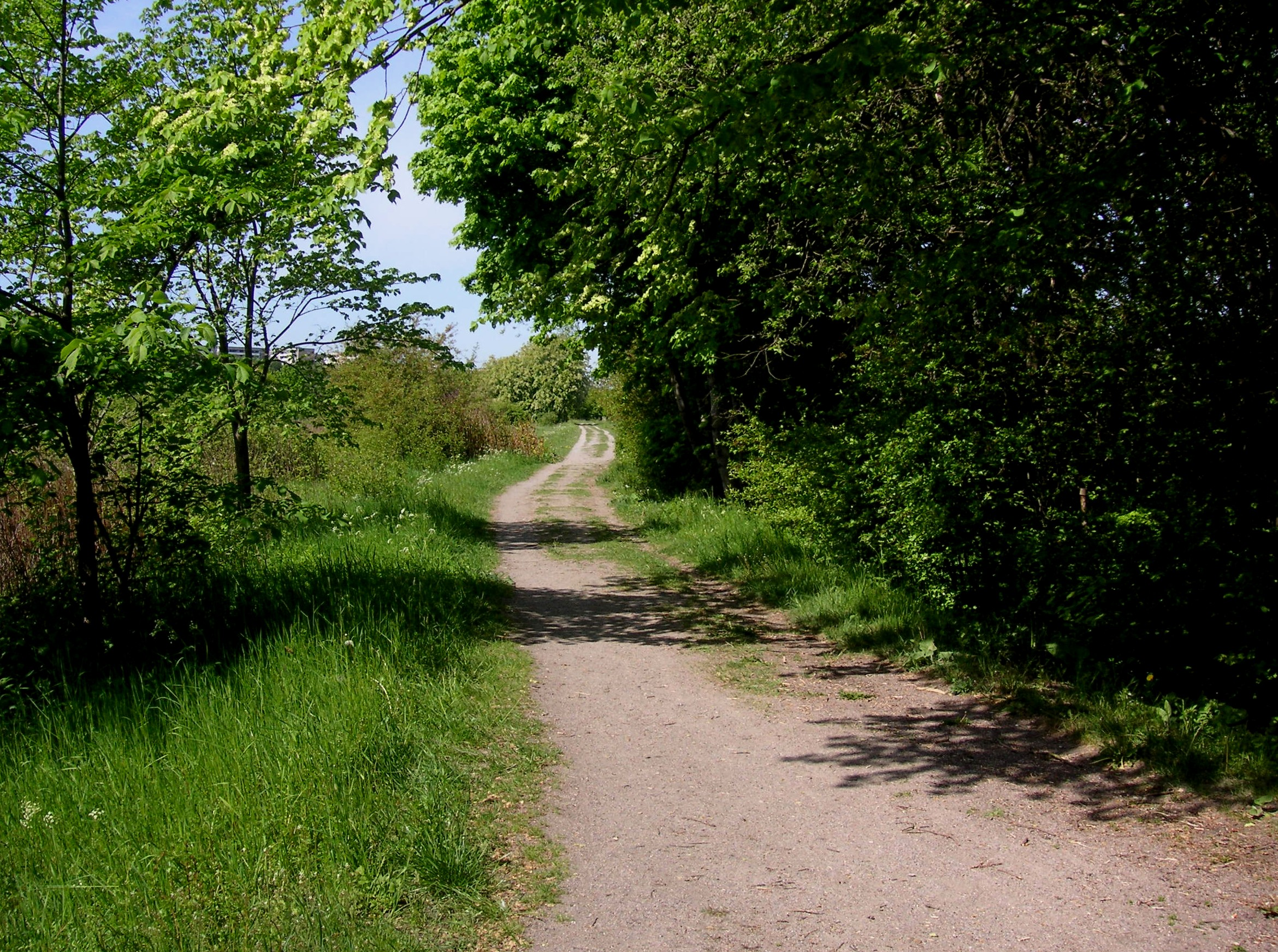
Göta landsväg på Årstafältet, 2008.
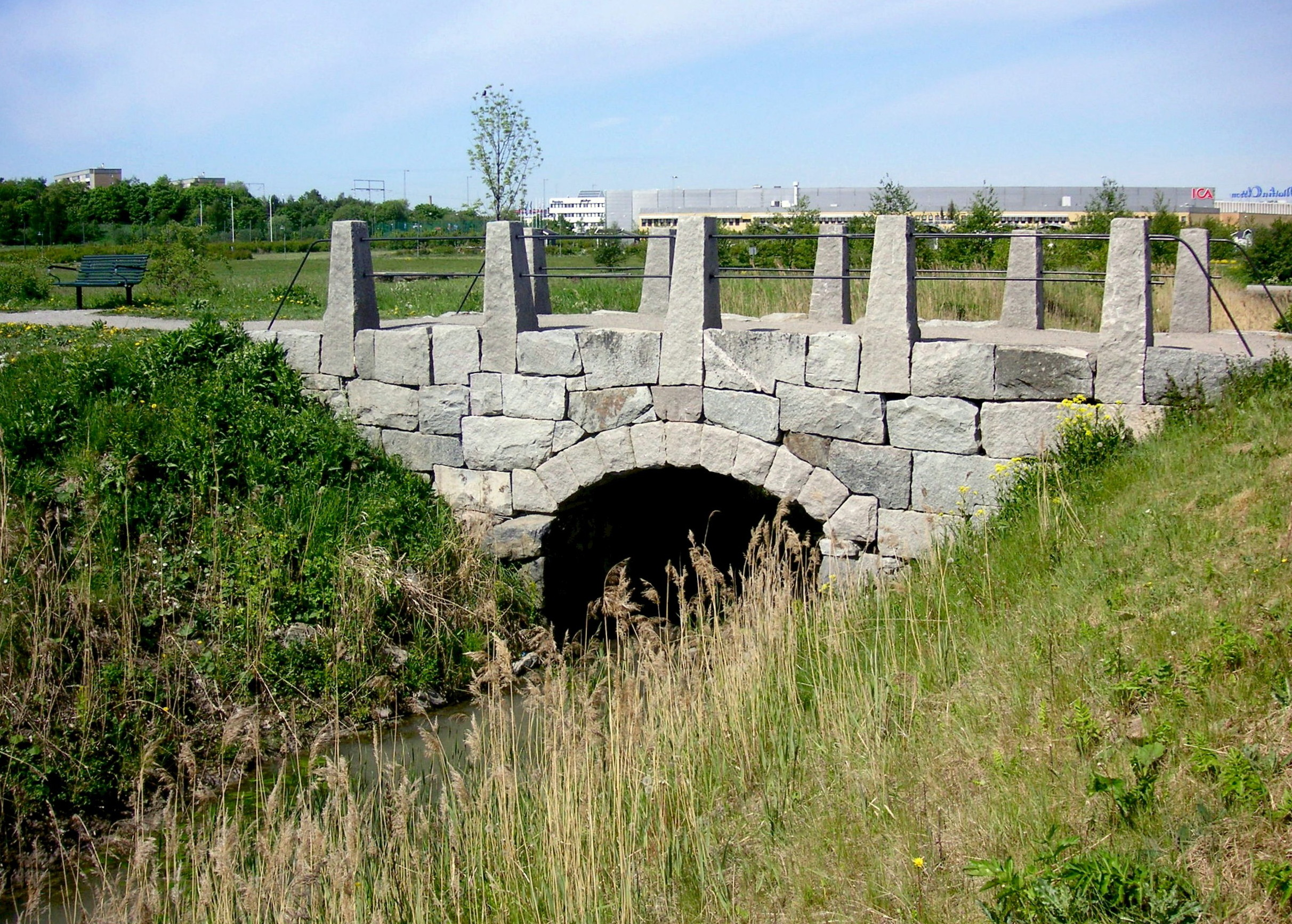
Göta landsvägens stenvalvsbro över Valla å.
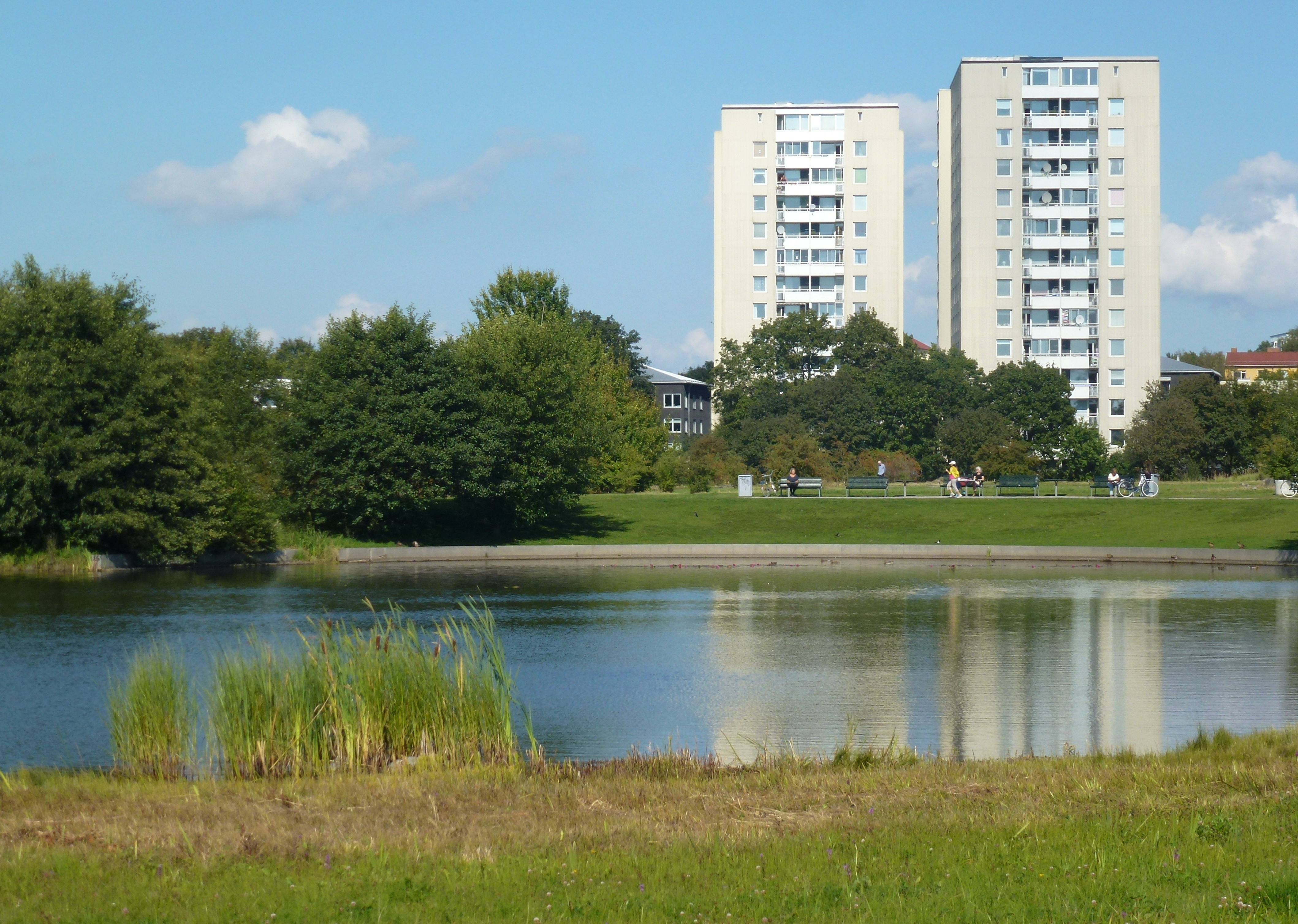
Valladammen.
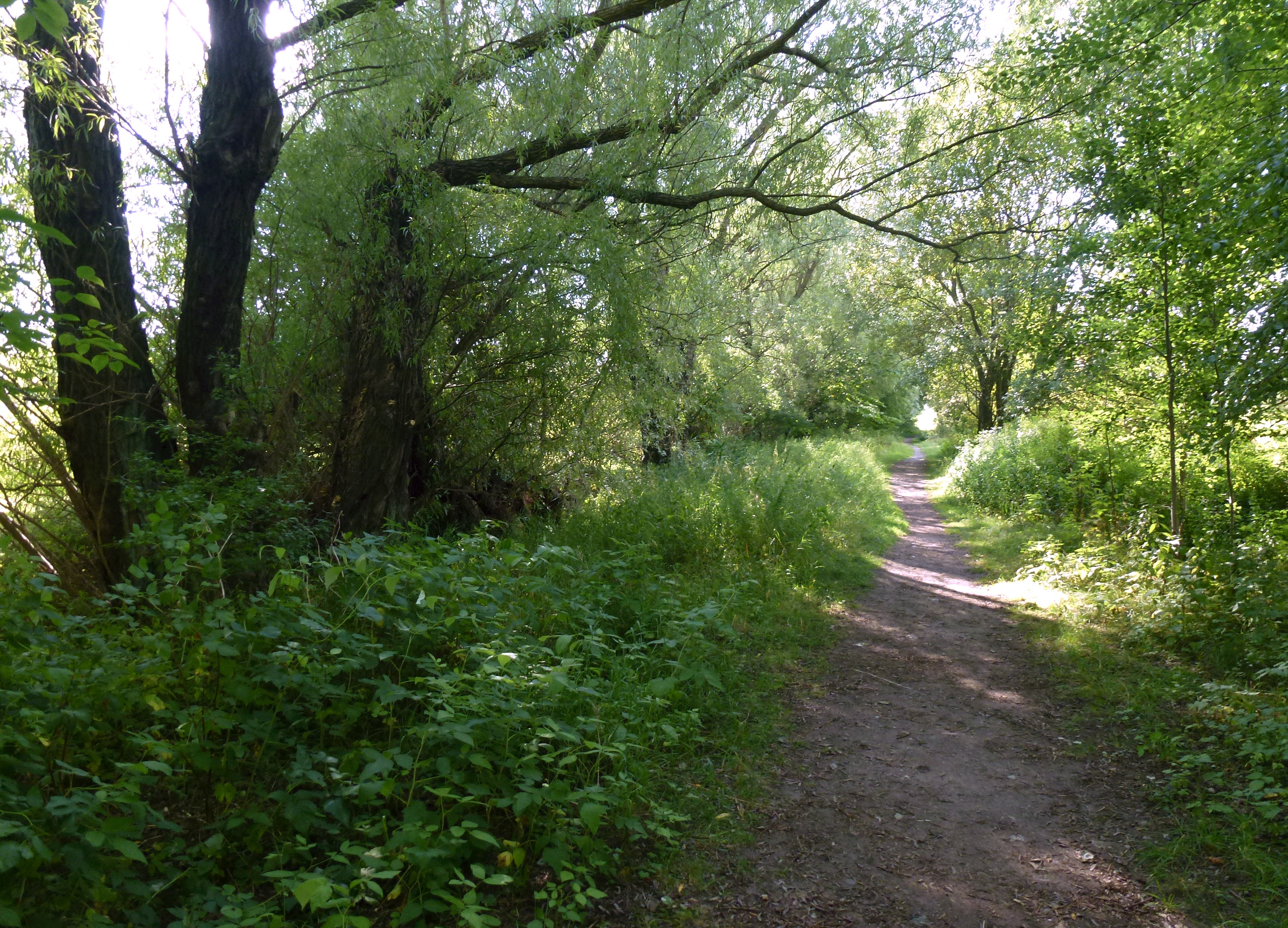
Del av gamla Huddingevägen, längst i öster.
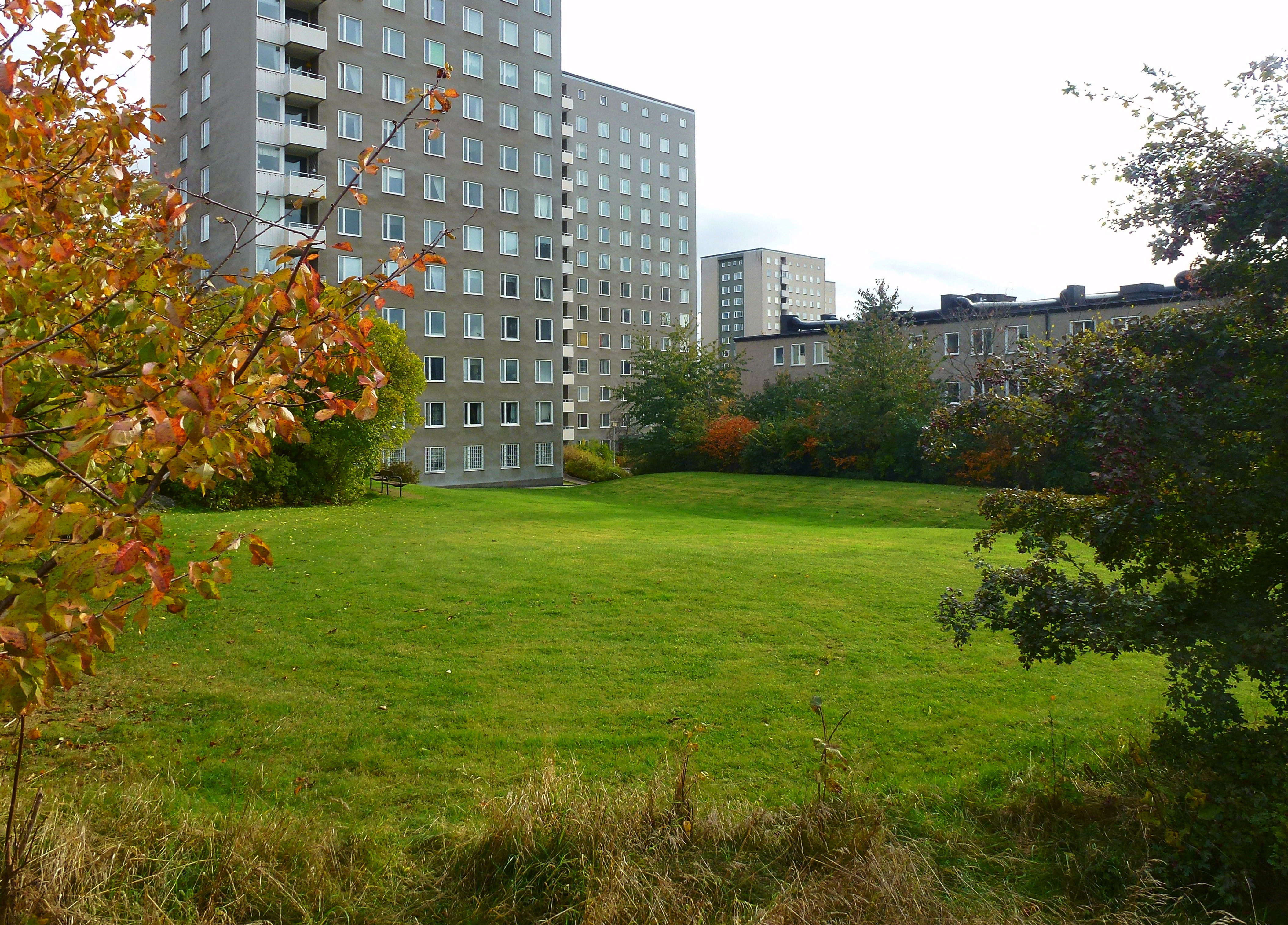
Valla gårds gamla bytomt, oktober 2015.

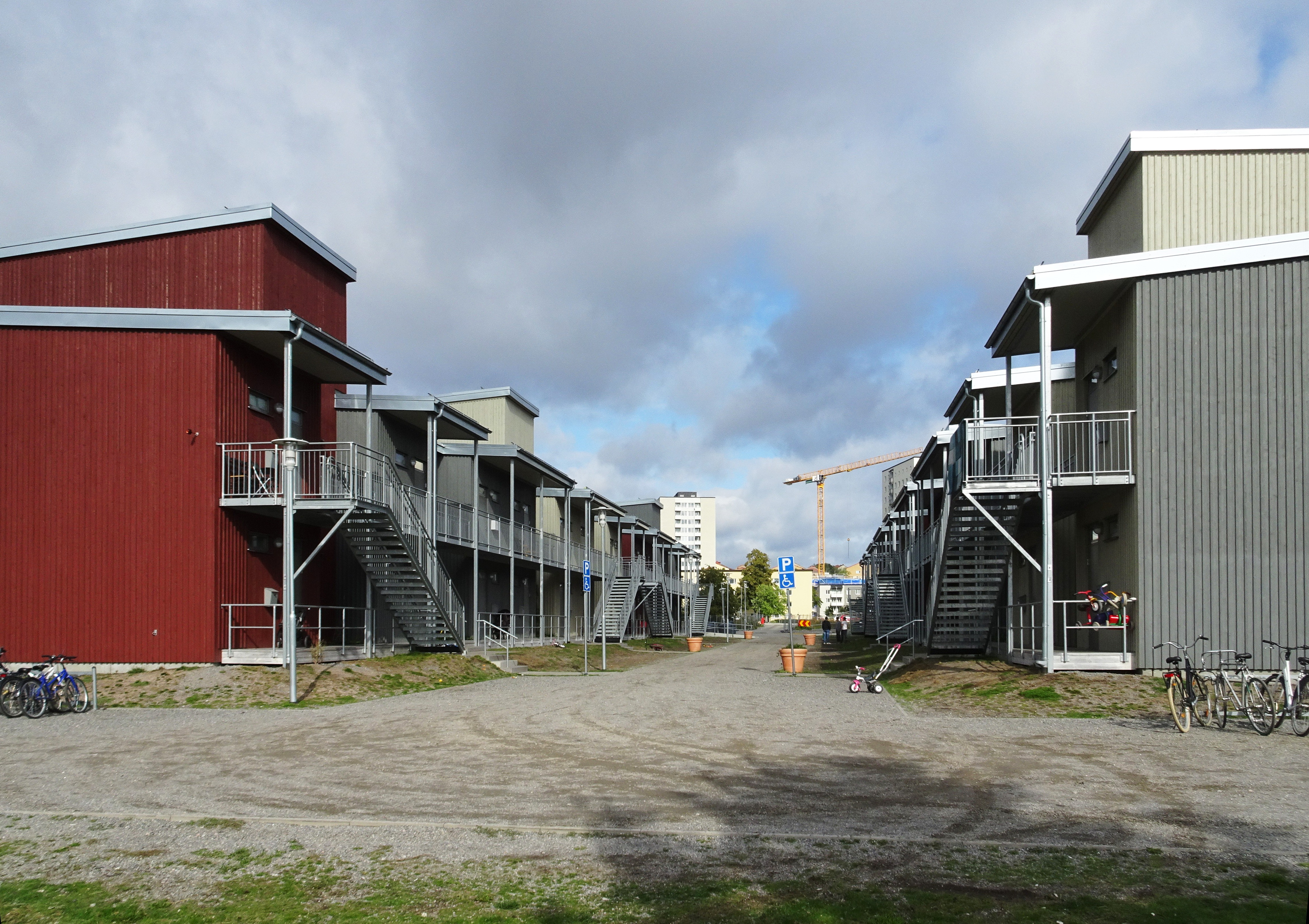
Stockholmshems tillfälliga evakueringsbostäder, september 2020.
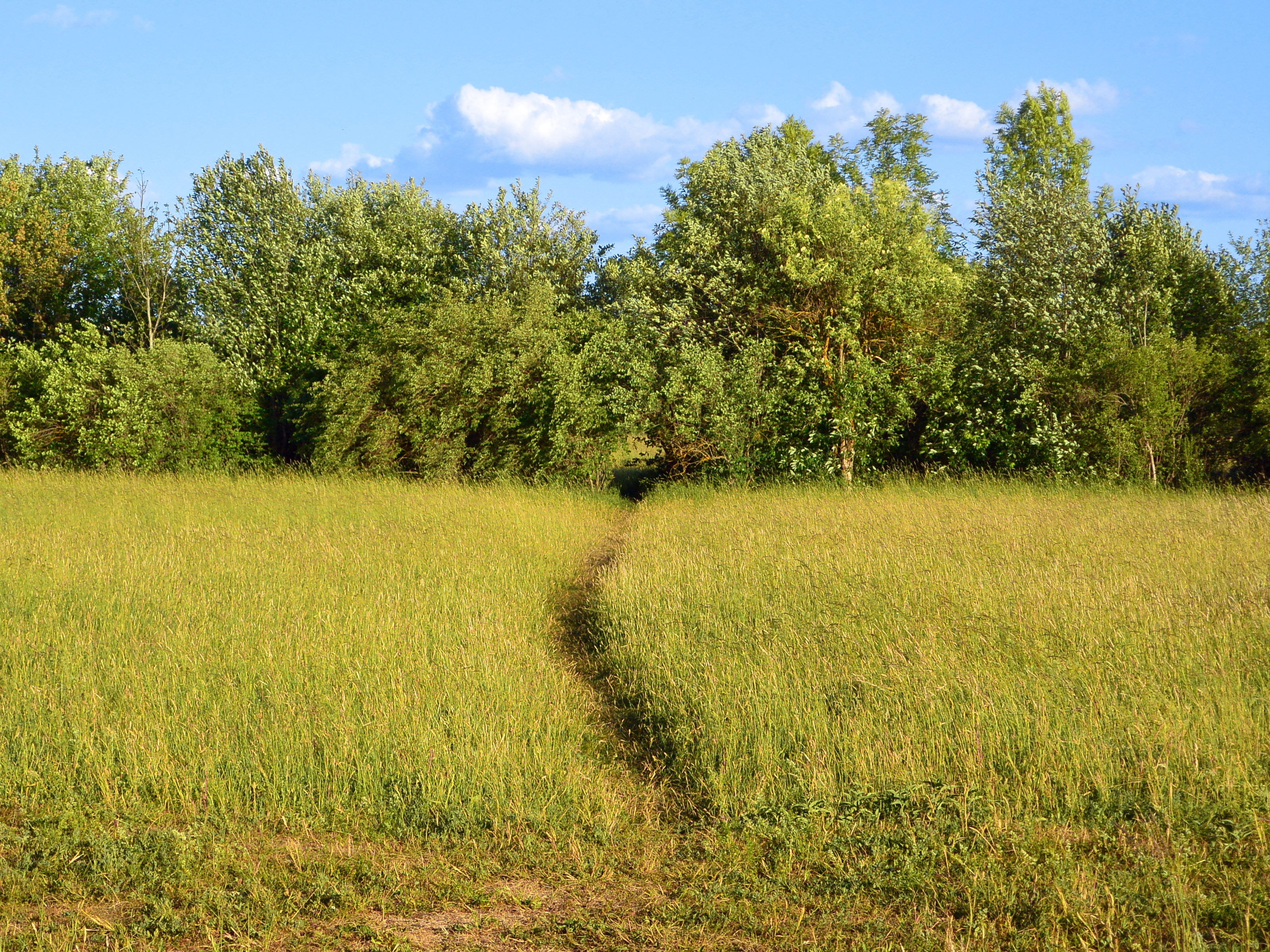
Årstafältets natur innan den grävdes bort, juni 2018.
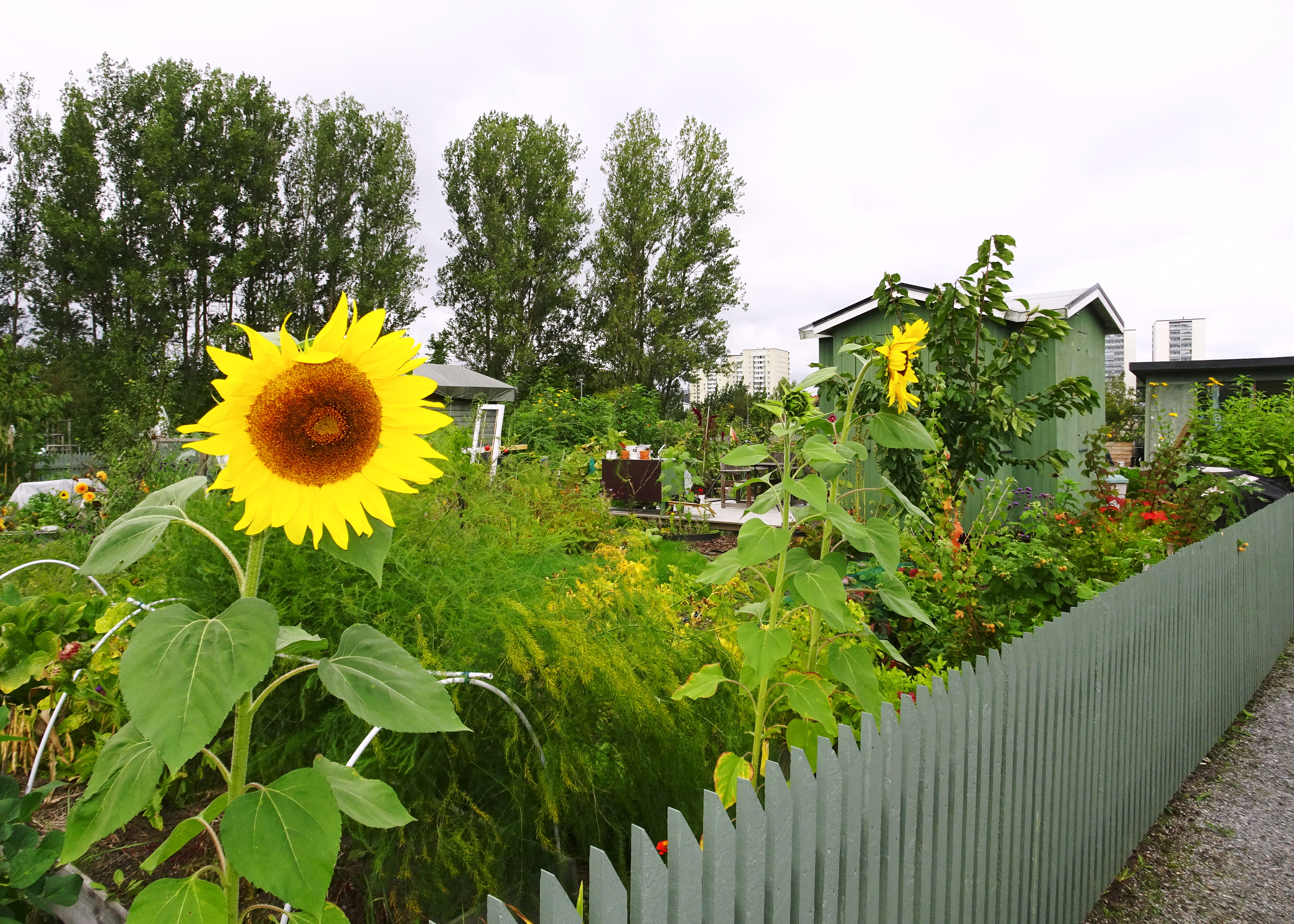
Årstafältets koloniområde efter flytten till sitt nya ställe på sydöstra Årstafältet, 2020.
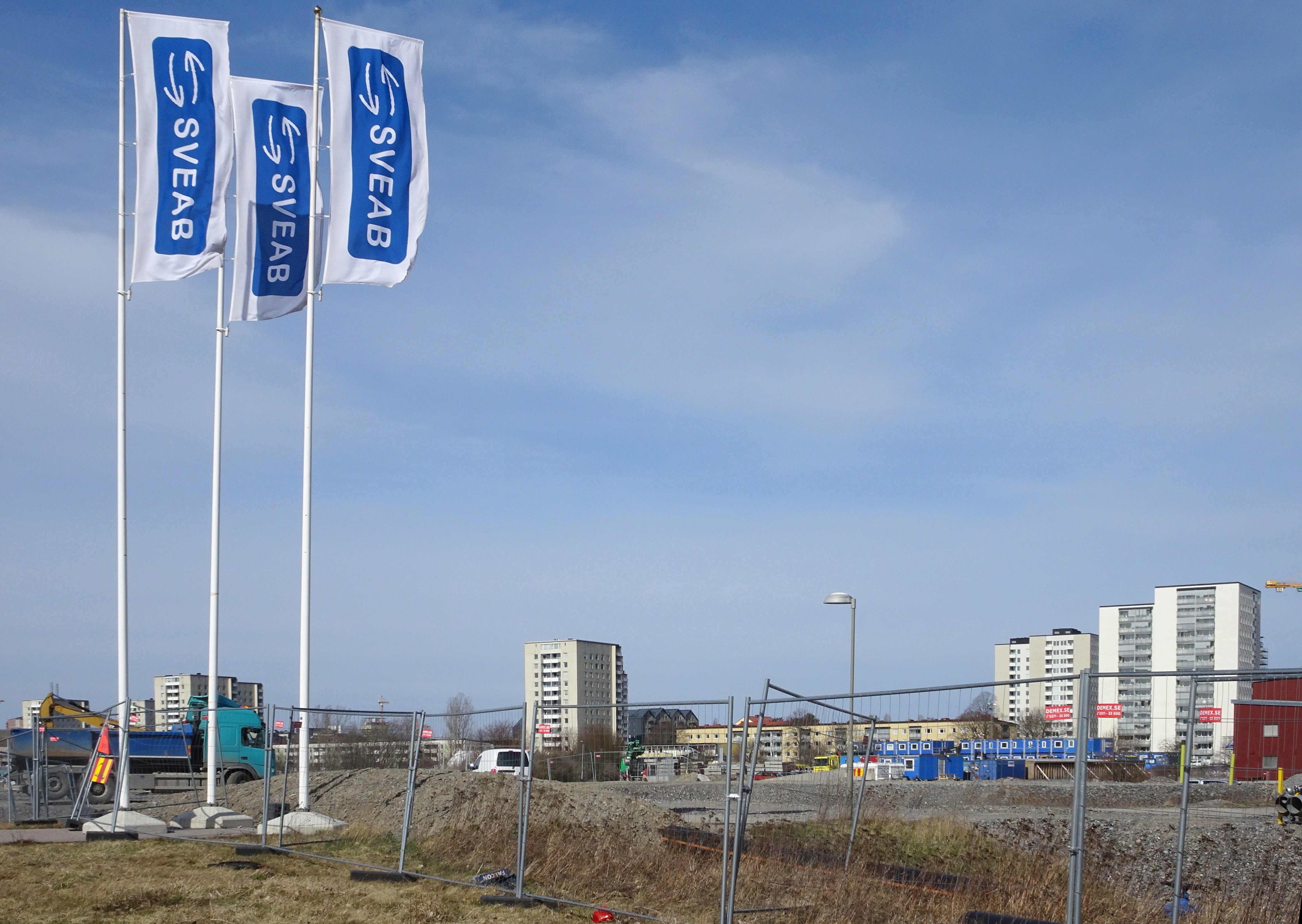
Byggarbeten på Årstafältet, april 2020.
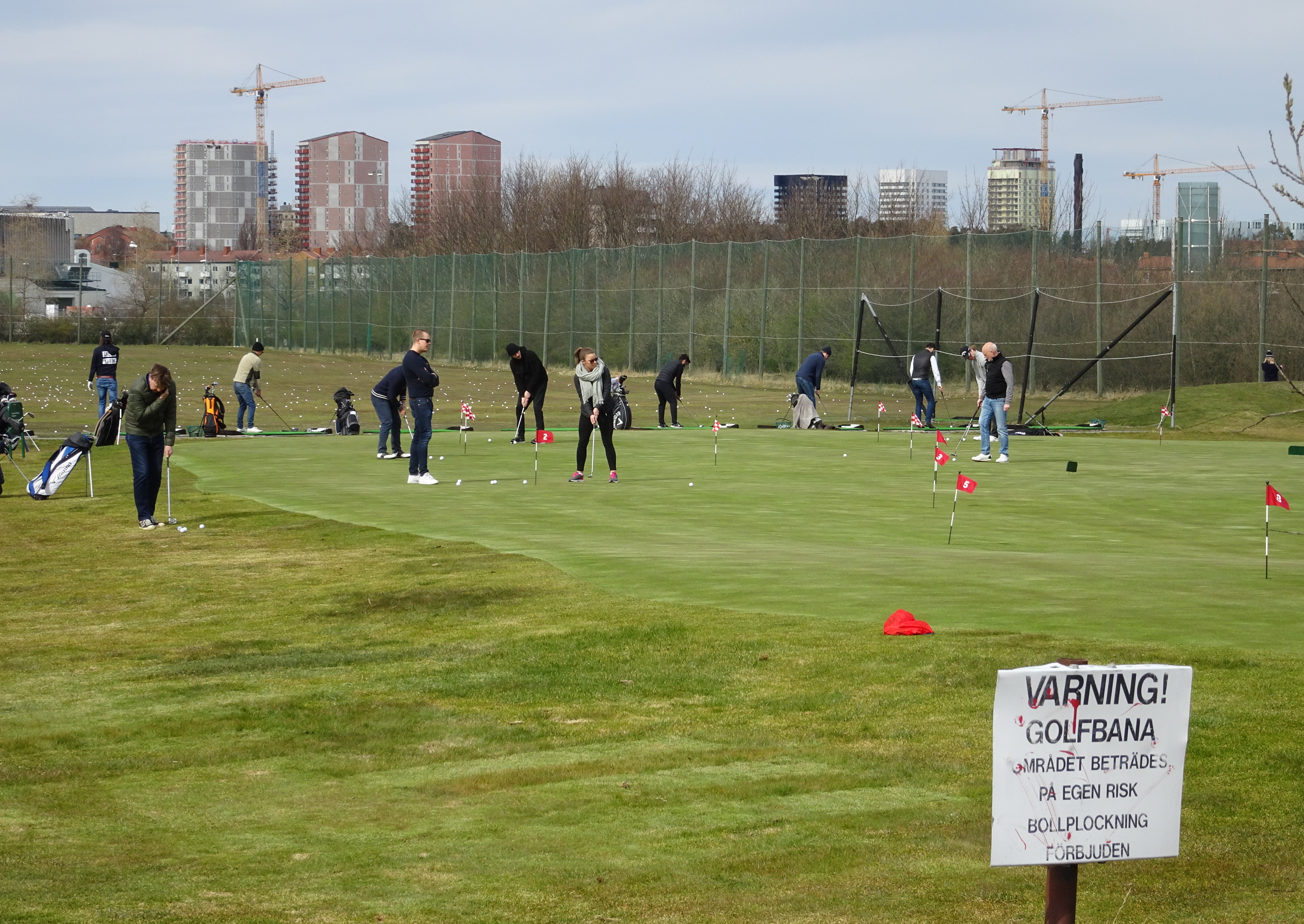
Golf på Årstafältet, april 2020.